# Kapolcs
Kapolcs is een plaats (község) en gemeente in het Hongaarse comitaat Veszprém. Kapolcs telt 451 inwoners (2001).